# Ouansoua
Ouansoua, également appelé Ouansoa, est une localité située dans le département de Tanghin-Dassouri de la province du Kadiogo dans la région Centre au Burkina Faso.

## Géographie
Ouansoua est situé à 2 km au nord de Sané, à 12 km au nord-ouest de Tanghin-Dassouri, le chef-lieu du département, et à 30 km à l'ouest du centre de Ouagadougou. Le village est à 12 km au nord de la route nationale 1.
Le village regroupe administrativement celui de Tang-Loongo.

## Économie
Localité très tournée vers l'agriculture, Ouansoua pratique le maraîchage sur de grandes surfaces loties situées à l'est de son territoire.

## Santé et éducation
Le centre de soins le plus proche de Ouansoua est le centre de santé et de promotion sociale (CSPS) de Sané tandis que le centre médical (CM) se trouve à Tanghin-Dassouri et que les hôpitaux sont à Ouagadougou.
Le village possède une école primaire publique.